# João Paulo Pires de Vasconcelos
João Paulo Pires de Vasconcelos (Belo Horizonte, 8 de março de 1932 — 23 de agosto de 2024) foi um político brasileiro. Exerceu o mandato de deputado federal constituinte em 1988.
Com a profissão de topógrafo, Vasconcelos tem o nível secundário de escolaridade. Cumpriu mandato na Câmara dos Deputados como Deputado Federal Constituinte de 1987 a 1991 em Minas Gerais. Sua posse aconteceu no dia 1 de fevereiro de 1987.
Como Deputado Federal, atuou de 1991 a 1995. Sua posse ocorreu no dia 1 de fevereiro de 1991.
Ao longo de sua vida, esteve à frente de diversas lideranças sindicais. Foi presidente do Sindicato dos Metalúrgicos de João Monlevade (1972-1978) e participou do processo de revolução do "sindicalismo pelego", encabeçado por lideranças combativas como Luiz Inácio Lula da Silva, na época presidente do Sindicato dos Metalúrgicos de São Bernardo. Vasconcelos também foi presidente regional e Membro da Direção Nacional da Central Única dos Trabalhadores (CUT) nos anos de 1983 a 1985.
Filiado ao PT, Vasconcelos foi vice-líder do partido na Câmara dos Deputados entre 1989 e 1990.

## Biografia
João Paulo mudou-se para João Monlevade em 1960, mesmo ano em que entrou na Companhia Siderúrgica Belgo-Mineira, agora Arcelor Mittal. Uma década depois, ele foi eleito presidente do Sindicato dos Metalúrgicos de João Monlevade. O ex-presidente Luiz Inácio Lula da Silva estava presente em sua posse.
Vasconcelos foi presidente do candidato por dois mandatos, de 1972 a 1978. Ele se tornou um dos principais representantes do Novo Sindicalismo - um novo tipo de modelo no sindicato, que foi marcado pela insatisfação com a estrutura antiga do sindicato, que era atrelada ao Estado e ao poder das grandes empresas.
Em 1978, ele comandou uma das primeiras greves brasileiras durante a vigência do Ato Institucional nº 5 (AI-5), decretado 10 anos antes pelo General Costa e Silva. O ato institucional representou um dos momentos mais duros da Ditadura Militar, permitindo aos governantes que punissem quem era considerado inimigo do regime. Na mesma época, o ex-presidente Lula comandava uma greve no ABC paulista.
Quando presidente do sindicato, Vasconcelos esteve à frente de mobilizações que garantiram maiores salários para os metalúrgicos da cidade de João Monlevade. Eles chegaram a ter os salários mais altos no setor da metalurgia no país.
Na década de 80, ele foi um dos criadores da Articulação Nacional dos Movimentos Populares e Sindicais (Anampos), ao lado de nomes como Frei Betto, frade dominicano que foi preso durante a Ditadura Militar e autor da grande obra Batismo de Sangue, livro agraciado com o Prêmio Jabuti e reconhecido em outras premiações importantes.
João Paulo Pires de Vasconcelos foi o primeiro presidente da Central Única dos Trabalhadores de Minas Gerais.
Em 1986 foi eleito deputado federal. Um dos maiores feitos de sua vida como parlamentar foi fazer parte da Assembleia Nacional Constituinte que elaborou a Constituição Federal do Brasil, de 1988.
Atualmente João Paulo de Vasconcelos vivia em Belo Horizonte, onde trabalhava como assessor da Federação dos Trabalhadores nas Indústrias Extrativas de Minas Gerais.

## Atividade Parlamentar
Como parlamentar, João Paulo Pires de Vasconcelos atuou como titular em 1987 na Assembleia Nacional Constituinte na subcomissão dos Direitos Políticos, dos Direitos Coletivos e Garantias, da Comissão da Soberania e dos Direitos e Garantias do Homem e da Mulher.
Em 1987, ele atuou como suplente na subcomissão do Poder Executivo, da Comissão da Organização dos Poderes e Sistema de Governo.
Entre 1989-1990, Vasconcelos atuou como suplente na Comissão Mista de Orçamento. Em 1990, se tornou titular da comissão. Na mesma época, ele trabalhou na CPI: Mista sobre a Crise Financeira e Irregularidades Administrativas na Petrobrás como titular. Já em 1992, trabalhou como suplente na Comissão Mista de Planos, Orçamentos Públicos e Fiscalização. Na Câmara dos Deputados, ele atuou como quarto-suplente de Secretário em 1992. Nas comissões permanentes, Vasconcelos atuou na Comissão de Agricultura e Política Rural como titular de 1989 a 1990. Na Comissão de Saúde, Previdência e Assistência Social, foi titular nos mesmos anos. Na Comissão de Trabalho, atuou como Suplente na mesma época.
Vasconcelos foi titular na Comissão de Viação, Transportes, Desenvolvimento Urbano e Interior em 1990. Na Comissão de Economia, Indústria e Comércio, ele atuou como suplente no mesmo ano. Na Comissão de Agricultura e Política Rural, ele ocupou a posição de suplente em 1991 e 1992. Atuou como titular na Comissão de Seguridade Social e Família, entre 1991 e 1994. Em 1992, ele foi suplente na Comissão de Constituição e Justiça e de Redação.
O parlamentar foi titular na Comissão Especial PL nº3 981/93 em 1993. Na Comissão de Trabalho, de Administração e Serviço Público, ele foi suplente de 1993 a 1994.

## Atividades Sindicais, Representativas de Classe e Associativas
João Paulo Pires de Vasconcelos foi diretor da Federação dos Metalúrgicos de Minas Gerais entre 1974 e 1977. Em 1972, foi eleito presidente da Federação até 1978. Em 1983, passou a ser secretário da federação mineira.
De 1983, Vasconcelos também passou a ser titular na Direção Nacional da CUT e do Sindicato dos Trabalhadores Metalúrgicos de João Monlevade.

## Estudos e Cursos Diversos
Fez curso de Negociação Coletiva Avançada a convite da AFL-Cio, Front Royal, nos Estados Unidos em 1976.